# Belvedere Orientale
Belvedere Orientale è il terzo album in studio da solista del cantautore italiano Umberto Palazzo, pubblicato il 16 aprile 2022.

## Il disco
L'album è costituito da 8 brani e caratterizzato da un cantautorato che mescola soul, pop e disco-funk, in continuità con il precedente lavoro L'Eden dei lunatici.
Se infatti prosegue il viaggio nella canzone italiana con echi di Lucio Battisti, Lucio Dalla, Ivan Graziani, Eugenio Finardi, Alberto Camerini ed Enzo Carella, in Belvedere Orientale è presente anche l'amore per i Beatles, per David Bowie, per Paul Weller, per Paul Simon, per Marvin Gaye e la Motown, come ha dichiarato lo stesso Palazzo.
A questo disco hanno collaborato Piero Delle Monache, LorE, Michelangelo Del Conte, Vinicius Surian, Walter Sguazzin, Valentina Sigismondi, Riccardo Sabetti e Matteo Bajardi.

## Tracce
Testi e musiche di Umberto Palazzo.
1. San Junipero – 4:03
2. Radio Radio – 4:34
3. Paolo, Ivo e Angelo – 3:52
4. Qui – 5:08
5. Incontri privati del terzo tipo – 4:40
6. Il re della collina – 4:53
7. Melodramma – 4:59
8. Lucertola nel sole – 4:51